# Perometra
Genre
Perometra est un genre de comatules abyssales de la famille des Antedonidae.

## Liste d'espèces
Selon World Register of Marine Species (1 avril 2015) :
- Perometra afra AH Clark, 1911 -- Madagascar (>200 m de profondeur)
- Perometra diomedeae (AH Clark, 1907) -- Sud du Japon (>70 m de profondeur)
- Perometra pusilla (Carpenter, 1888) -- Indonésie  (>250 m de profondeur)
- Perometra robusta (AH Clark, 1937) -- Maldives (>200 m de profondeur)